# Marco Knorr
Marco Knorr ist ein ehemaliger deutscher American-Football-Spieler und jetziger -Trainer.

## Laufbahn
Knorr begann 1990 in der Jugend der Kiel Baltic Hurricanes mit dem American-Football-Sport. Der auf der Position des Wide Receivers eingesetzte Knorr gehörte der Kieler Herrenmannschaft von 1991 bis 1998 an. 1995 schaffte er mit den Norddeutschen den Aufstieg in die Football-Bundesliga. 1997 wurde Knorr in die deutsche Nationalmannschaft berufen.
Ende der 1990er Jahre ging er in die Vereinigten Staaten, studierte an der Urbana University (Bundesstaat Ohio) und gehörte deren Footballmannschaft an. Anschließend spielte und studierte er von 2002 bis 2002 am West Virginia University Institute of Technology (WVU Tech). An letzterer Hochschule erlangte er 2002 einen Bachelor-Abschluss, 2004 kam an der Illinois State University ein Master-Abschluss hinzu.
An der Illinois State University war Knorr Mitglied des Trainerstabes und betreute dort zwei Jahre lang die Runningbacks. 2004 gehörte er der Trainerriege am Union College im Bundesstaat Kentucky an. 2005 und 2006 war er bei den Cologne Centurions in der NFL Europa als Trainer der Runningbacks sowie der Spieler mit Spezialaufgaben tätig. Er kehrte ans Union College zurück und wurde dort ab 2007 als Mitglied des Trainerstabes für die Positionen Quarterback und Wide Receiver sowie die Spieler mit Spezialaufgaben tätig. 2012 wechselte Knorr im Trainerstab derselben Hochschulmannschaft ins Amt des Angriffskoordinators und betreute weiterhin die Quarterback-Position.
Bis 2013 stand Knorr in der ewigen Bestenliste der Kiel Baltic Hurricanes mit 484 Punkten auf dem ersten Platz, ehe er von Timo Groß überflügelt wurde.